# Janvier 1760
Cette page présente les faits marquants du mois de janvier 1760.

## Décès
- 5 janvier : James Annesley (travailleur agricole irlandais)
- 6 janvier : Claude-Alexandre de Villeneuve (militaire français)
- 10 janvier :
  - David Clément (bibliographe allemand)
  - Cyrille VI Tanas (patriarche syrien)
  - Xavier-Richard Derozée (acteur français)
  - Felix Anton Scheffler (peintre allemand)
- 20 janvier : John Colson (mathématicien britannique)
- 22 janvier :
  - Gianantonio Guardi (peintre italien)
  - Paul Mascarene (militaire britannique)
  - Marie-Andrée Regnard Duplessis de Sainte-Hélène (religieuse française)
- 23 janvier : Jean-Jacques Martinet (ingénieur français)
- 24 janvier : Lavinia Fenton (actrice britannique)
- 25 janvier : Jeanne-Madeleine de Saxe-Weissenfels (princesse allemande)